# Park Gyu-young
Park Gyu-young (* 27. Juli 1993 in Busan) ist eine südkoreanische Schauspielerin.

## Leben
Park Gyu-young besuchte die Busan Foreign Language High School und studierte anschließend bis 2020 an der Yonsei University. Sie wurde 2015 von JYP Entertainment entdeckt, nachdem sie auf dem Cover einer College-Zeitschrift zu sehen war. Ihr Schauspieldebüt gab sie 2016 im Musikvideo zum Lied Crosswalk von Jo Kwon.
2017 war Park Gyu-young in einer Nebenrolle als Studentin im Gerichtsfilm Heart Blackened zu sehen. In der 2020 bei Netflix erschienenen Serie Sweet Home übernahm Park Gyu-young in allen zehn Folgen der ersten Staffel die Rolle der Yoon Ji-soo und wirkte auch in sämtlichen Folgen der zweiten Staffel 2023 mit.
2021 spielte Park Gyu-young die Hauptrolle der Kim Dali in der 16 Folgen langen Liebeskomödie Dali and Cocky Prince. Für ihre schauspielerische Leistung in dieser Serie wurde sie im selben Jahr mit zwei KBS Drama Awards als beste neue Schauspielerin sowie zusammen mit ihrem Co-Darsteller Kim Min-jae als bestes Leinwandpaar ausgezeichnet.
2023 spielte Park Hauptrollen in der Netflix-Serie Celebrity sowie in der Fernsehserie A Good Day to Be a Dog, für die sie im Dezember 2023 mit einem MBC Drama Award als beste Darstellerin in einer Miniserie ausgezeichnet wurde. Außerdem spielte Park die Nebenrolle der Kang No-eul (Wache 011) in der zweiten Staffel von Squid Game.

## Filmografie (Auswahl)
- 2017: Heart Blackened (Chimmuk)
- 2017: Fight for My Way (Ssam Maiwei; Fernsehserie, 16 Folgen)
- 2018: Wretches (Goemuldeul)
- 2018: Love+Sling (Leo-beu-seul-ling)
- 2019: Romance Is a Bonus Book (Romaenseuneun Byeolchaekburok; Fernsehserie, 15 Folgen)
- 2020: It’s Okay to Not Be Okay (Saikojiman Gwaenchana; Fernsehserie, 16 Folgen)
- 2020–2023: Sweet Home (Fernsehserie, 18 Folgen)
- 2021: Dali and Cocky Prince (Dalliwa Gamjatang; Fernsehserie, 16 Folgen)
- 2023: Celebrity (Selleobeuriti; Fernsehserie, 12 Folgen)
- 2023–2024: A Good Day to Be a Dog (Oneuldo sarangseureopgae; Fernsehserie, 14 Folgen)
- 2024–2025: Squid Game (Ojingeo Game; Fernsehserie, 13 Folgen)
- 2025: Nine Puzzles (Nain Peojeul; Fernsehserie, 11 Folgen)